# Marie Meyer (Linguistin)
Marie Anne Meyer (* 7. April 1897 in Bloomington, Illinois; † 1969) war eine US-amerikanische Linguistin und Spionin, die von 1943 bis 1960 für die National Security Agency (NSA) arbeitete. Meyer war während des zweitem Weltkrieges Mitarbeiterin am VENONA-Projekt und führte einige der ersten Rekonstruktionen des VENONA-Codebuchs durch. Sie studierte acht Fremdsprachen und war die erste Person, die von der NSA mit dem Secretary of Defense Meritorious Civilian Service Award ausgezeichnet wurde.

## Leben

### Jugend und Ausbildung
Meyer besuchte die Illinois Normal State University in Normal, Illinois, und schloss ihr Studium 1919 mit einem Bachelor-Abschluss in Pädagogik ab. Nach ihrem Abschluss unterrichtete sie an Schulen und setzte ihre Ausbildung während der Sommersemester an der Universität von Chicago fort, wo sie Französisch und Latein studierte. Im August 1930 erwarb Meyer einen Master-Abschluss in Latein. In den 1930er und 1940er Jahren setzte sie ihr Sprachstudium fort und belegte Kurse in Sanskrit, Griechisch und Deutsch.

### Beruflicher Werdegang
Im Jahr 1943 wurde Meyer von der Signal Security Agency als Linguistin für Deutsch eingestellt. Im Sommer 1946 belegte sie einen Russischkurs an der University of Chicago und wurde von der National Security Agency dem VENONA-Projekt zugeteilt. Ihr wird zugeschrieben, dass sie einige der ersten Entschlüsselungen des VENONA-Codebuchs durchführte. Außerdem arbeitete Meyer an anderen Aspekten der Entschlüsselung russischer Nachrichten und unterrichtete Russisch an der NSA-Schule. In einem NSA-Memorandum von 1950 wird Meyer als „hochprofessionelle Linguistin für Russisch mit höchster Kompetenz“ beschrieben.

### Späteres Leben
Meyer ging 1960 in den Ruhestand und war die erste Person, die den Secretary of Defense Meritorious Civilian Service Award erhielt. Ihre Ruhestandsjahre verbrachte sie mit Forschungsarbeiten an der Katholischen Universität über keltische Sprachen. Sie starb im Dezember 1969 in Illinois.